# Stiven Plaza
Stiven Ricardo Plaza Castillo, noto semplicemente come Stiven Plaza (Eloy Alfaro, 11 marzo 1999), è un calciatore ecuadoriano, attaccante dell'Oțelul Galați.

## Caratteristiche tecniche
Inizialmente schierato come ala sinistra, è una prima punta molto abile nel rientrare sul piede forte, molto pericoloso in progressione e potente fisicamente, possiede inoltre un ottimo dribbling.

## Carriera

### Club
Cresciuto nel settore giovanile dell'Independiente del Valle, ha esordito in prima squadra il 12 giugno 2018 in occasione del match di Primera Categoría Serie A pareggiato 1-1 contro l'Universidad Católica.

### Nazionale
Con la nazionale Under-20 ecuadoriana ha preso parte al Mondiale del 2019.
Il 12 settembre 2018 ha esordito con la nazionale maggiore disputando l'amichevole vinta 2-0 contro il Guatemala.

## Statistiche
Statistiche aggiornate al 12 ottobre 2018.

### Cronologia presenze e reti in nazionale
| Cronologia completa delle presenze e delle reti in nazionale ― Ecuador | Cronologia completa delle presenze e delle reti in nazionale ― Ecuador | Cronologia completa delle presenze e delle reti in nazionale ― Ecuador | Cronologia completa delle presenze e delle reti in nazionale ― Ecuador | Cronologia completa delle presenze e delle reti in nazionale ― Ecuador | Cronologia completa delle presenze e delle reti in nazionale ― Ecuador | Cronologia completa delle presenze e delle reti in nazionale ― Ecuador | Cronologia completa delle presenze e delle reti in nazionale ― Ecuador |
| Data                                                                   | Città                                                                  | In casa                                                                | Risultato                                                              | Ospiti                                                                 | Competizione                                                           | Reti                                                                   | Note                                                                   |
| ---------------------------------------------------------------------- | ---------------------------------------------------------------------- | ---------------------------------------------------------------------- | ---------------------------------------------------------------------- | ---------------------------------------------------------------------- | ---------------------------------------------------------------------- | ---------------------------------------------------------------------- | ---------------------------------------------------------------------- |
| 12-10-2018                                                             | Doha                                                                   | Qatar                                                                  | 4 – 3                                                                  | Ecuador                                                                | Amichevole                                                             | -                                                                      | 46’                                                                    |
| 16-10-2018                                                             | Doha                                                                   | Oman                                                                   | 0 – 0                                                                  | Ecuador                                                                | Amichevole                                                             | -                                                                      | 57’                                                                    |
| Totale                                                                 |                                                                        | Presenze                                                               | 2                                                                      |                                                                        | Reti                                                                   | 0                                                                      |                                                                        |

## Palmarès

### Club

#### Competizioni nazionali
- Campionato ecuadoriano: 1

Independiente del Valle: 2021

### Individuale
- Capocannoniere della Coppa Libertadores Under-20: 1

2018 (7 reti)